# Laxita teneta
Laxita teneta är en fjärilsart som beskrevs av William Chapman Hewitson 1860. Laxita teneta ingår i släktet Laxita och familjen Riodinidae. IUCN kategoriserar arten globalt som livskraftig. Inga underarter finns listade i Catalogue of Life.

## Bildgalleri

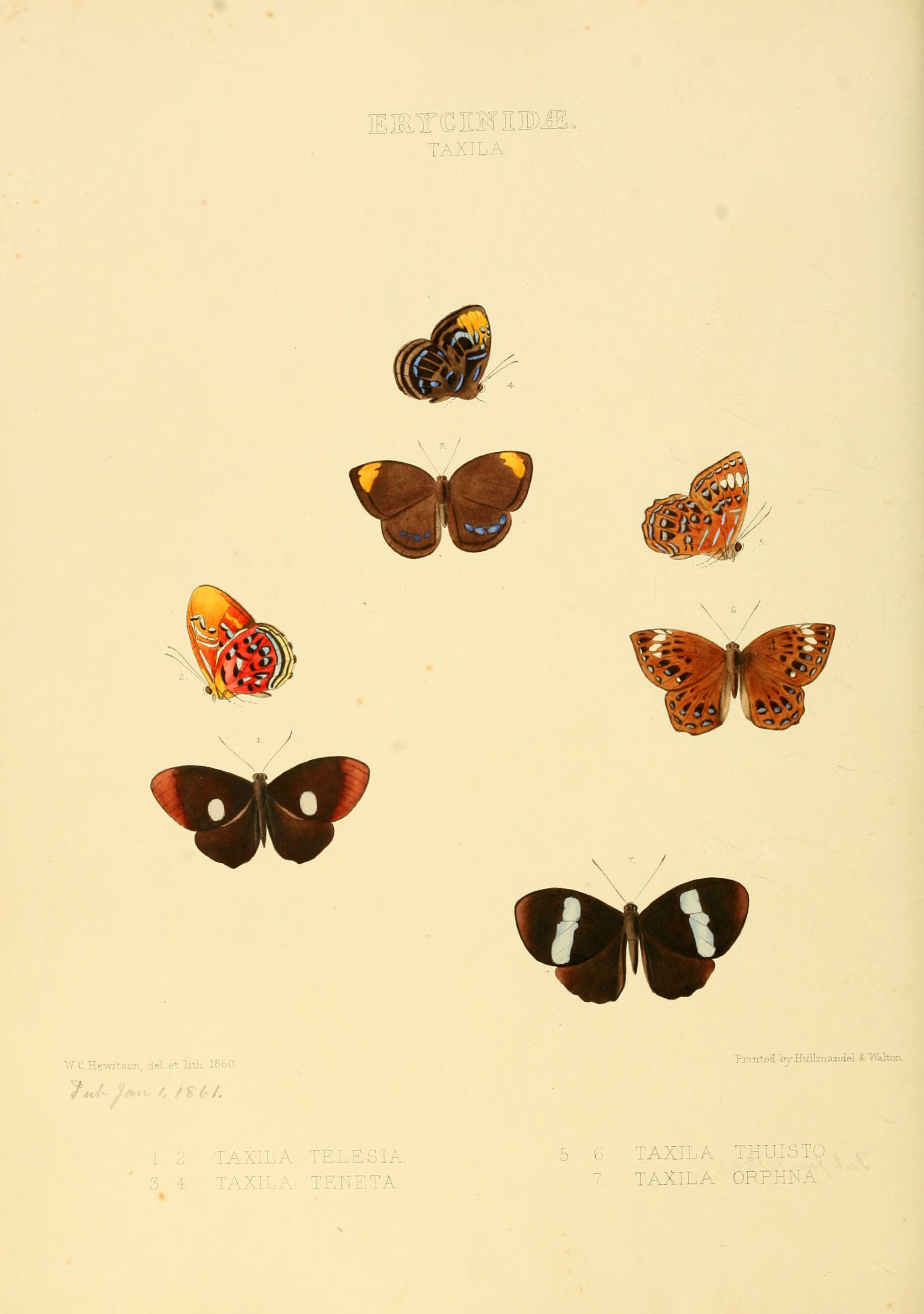